# Супрун, Марина Павловна
Мари́на Па́вловна Супру́н (17 августа 1962, Москва) — советская и белорусская гребчиха, выступала за сборные СССР и Белоруссии по академической гребле во второй половине 1980-х — первой половине 1990-х годов. Двукратная чемпионка мира, многократная чемпионка регат всесоюзного и республиканского значения, участница двух летних Олимпийских игр. На соревнованиях представляла спортивное общество «Спартак», заслуженный мастер спорта СССР (1987).

## Биография
Марина Супрун родилась 17 августа 1962 года в Москве. Активно заниматься академической греблей начала в раннем детстве, проходила подготовку в столичном добровольном спортивном обществе «Спартак».
Первого серьёзного успеха добилась в 1979 году, когда в распашных четвёрках с рулевой выиграла бронзовую медаль на юниорском мировом первенстве, прошедшем на гребном канале в «Крылатском». На взрослом чемпионате мира дебютировала в сезоне 1985 года и сразу же завоевала золото в программе женских восьмиместных экипажей, одержав победу на соревнованиях в бельгийском городе Хазевинкель. Год спустя защитила чемпионский титул на чемпионате мира в английском Ноттингеме. В 1987 году вновь вошла в основной состав советской национальной сборной и на мировом первенстве в Копенгагене пыталась в третий раз подряд стать чемпионкой — на сей раз вынуждена была довольствоваться бронзовой наградой, уступив в финале командам из Румынии и США. За выдающиеся спортивные достижения по итогам сезона удостоена почётного звания «Заслуженный мастер спорта СССР»
Благодаря череде удачных выступлений в 1988 году Супрун удостоилась права защищать честь страны на летних Олимпийских играх в Сеуле — в программе распашных четвёрок с рулевой дошла до финальной стадии, однако в решающем заезде финишировала девятой. На чемпионате мира 1991 года в Вене выиграла серебряную медаль в зачёте восьмёрок, позже прошла отбор в так называемую Объединённую команду, созданную из спортсменов бывших советских республик для участия в Олимпийских играх 1992 года в Барселоне — в программе распашных восьмиместных экипажей заняла в финале четвёртое место, немного не дотянув до призовых позиций.
После окончательного распада Советского Союза проживала в Минске, продолжила выступать за сборную Белоруссии — впоследствии приняла участие ещё во многих престижных международных регатах. Так, в 1993 году Марина Супрун съездила на чемпионат мира в чешский город Рачице, где заняла пятое место среди рулевых восьмёрок и седьмое среди безрульных четвёрок. На чемпионате мира 1994 года в американском Индианаполисе была пятой в восьмёрках и шестой в четвёрках.